# 30000 Camenzind
30000 Camenzind este un asteroid din centura principală de asteroizi.

## Descriere
30000 Camenzind este un asteroid din centura principală de asteroizi. A fost descoperit pe 4 ianuarie 2000 la Socorro, New Mexico, în cadrul proiectului LINEAR. Asteroidul prezintă o orbită caracterizată de o semiaxă mare de 2,27 ua, o excentricitate de 0,08 și o înclinație de 6,6° în raport cu ecliptica.